# Supercoupe d'Espagne de football 1994
Navigation
Supercoupe d'Espagne 1993 Supercoupe d'Espagne 1995
La Supercoupe d'Espagne 1994 (en espagnol : Supercopa de España 1994) est la neuvième édition de la Supercoupe d'Espagne, épreuve qui oppose le champion d'Espagne au vainqueur de la Coupe du Roi. Disputée en match aller-retour les 27 août 1994 et 30 août 1994, l'épreuve est remportée par le FC Barcelone  aux dépens du Real Saragosse sur le score cumulé de 6 à 5.

## Match aller
| 27 août 1994 | Real Saragosse | 0 – 2 | FC Barcelone             | La Romareda, Saragosse                            |                                                   |
| 22:30 CET    |                |       | Stoichkov 45e · Amor 64e | Spectateurs : 15 000 Arbitrage : Martín Navarrete | Spectateurs : 15 000 Arbitrage : Martín Navarrete |

.

## Match retour
| 30 août 1994 | FC Barcelone                        | 4 – 5 | Real Saragosse                                    | Camp Nou, Barcelone                                  |                                                      |
| 21:30 CET    | Txiki 13e, 87e · Stoichkov 50e, 69e |       | Belsué 10e · Esnáider 32e · Higuera 33e, 77e, 89e | Spectateurs : 70 000 Arbitrage : Antonio López Nieto | Spectateurs : 70 000 Arbitrage : Antonio López Nieto |

.